# Marquesado de Robledo de Chavela
El Marquesado de Robledo de Chavela es un título nobiliario español despachado el 17 de junio de 1649 por el rey Felipe IV de España a favor de José de Strata y Spínola, señor de Robledo de Chavela (por compra en 1640), caballero de la Orden de Santiago, banquero real y poeta.
Debido al endeudamiento en el que se vio envuelto la familia a la muerte de la tercera marquesa, su hijo y heredero Andrés Cayetano Coppola vendió el título y todas sus pertenencias en 1760 a Eugenio de Mena y Benavides por precio de 1.216.684 reales. A pesar de ello, él mismo utilizó el título, aunque no se le considera titular.

## Marqueses de Robledo de Chavela
|                                  | Titular                               | Periodo                          |
| Creación por Felipe IV de España | Creación por Felipe IV de España      | Creación por Felipe IV de España |
| -------------------------------- | ------------------------------------- | -------------------------------- |
| I                                | José de Strata y Spínola              | 1649-1658                        |
| II                               | Agustina de Strata y Mendoza          | 1658-1694                        |
| III                              | Isabel Coppola y de Strata            | 1694-1756                        |
| IV                               | Eugenio de Mena y Benavides           | 1760-                            |
| V                                | Lorenzo de Mena y Dávalos             | -1797                            |
| VI                               | Josefa Basilia de Mena                | 1797-1801                        |
| VII                              | Melchor de Mena y Mena                | 1801-1833                        |
| VIII                             | Melchor de Mena y de la Maza          | 1833-1848                        |
| IX                               | Gumersinda de Mena y de la Maza       | 1848-1886                        |
| X                                | Leopoldo Francisco de Barreda y Mena  | 1887-1900                        |
| XI                               | María de Barreda y Fuentes            | 1900-                            |
| XII                              | María de la Blanca de Pedro y Barreda | -1951                            |
| XIII                             | Juan Carlos de Iturralde y de Pedro   | 1951-1998                        |
| XIV                              | Casilda de Iturralde y Roland         | 1998-actual titular              |

## Historia de los marqueses de Robledo de Chavela
- José de Strata y Spínola (m. 1658),[3] i marqués de Robledo de Chavela, caballero de la Orden de Santiago (1635)[1] y señor de las Casas de Toledo,[6] hijo de Carlos Strata Baliano (m. 1639),[3] banquero y comerciante genovés,[1] caballero de la Orden de Santiago (1635)[1] y comendador de las Casas de Toledo (1635),[1] y de Agustina Spínola Eraso (m. 1664).[3]

1. Casó en el convento de Nuestra Señora del Rosal de Priego el 17 de noviembre de 1640[6] con Isabel Engracia Garcés de Marcilla y Mendoza (1620-1658),[3] hija de Rafael Garcés de Marcilla y Heredia (m. 1647),[7] barón de Gaibiel y Santa Croce, señor de la fortaleza y torre de Leoparde,[8] señor de la casa, fortaleza y monte de Picaza, de la jurisdicción del lugar de Terzaga y partido de Molina de Aragón, regidor perpetuo de Molina de Aragón, gentilhombre del rey,[8] y de Antonia Carrillo de Mendoza y Zapata (m. 1628),[3] xi condesa de Priego,[8] señora de Escabias y Cañaveras. Le sucedió su hija:

- Agustina de Strata y Mendoza (baut. 20 de agosto de 1648 - m. Orán, 1694),[3] ii marquesa de Robledo de Chavela.[1][9]

1. Casó primera vez en Madrid (San Sebastián) el 6 de noviembre de 1664[10] con Luis Francisco de Baeza Manrique de Lara (m. Madrid, 21 de octubre de 1674), i marqués de Castromonte, señor de Estépar y Frandovínez,[3] sin sucesión.[11]
2. Casó segunda vez en Madrid (San Sebastián) el 25 de noviembre de 1675 con Luis Tomás de Cadórniga Sarmiento Pimentel y Sotomayor[12] (test. Madrid 8 de septiembre de 1678),[13] señor de a villa y casa de La Mezquita, hijo de Melchor de Cadórniga y Sotomayor, y de Josefa Cadórniga.[3]
3. Casó tercera vez bajo capitulaciones otorgadas el 12 de diciembre de 1682[14] con Andrés Coppola (7 de enero de 1638 - 19 de diciembre de 1697),[15] ii duque de Canzano (1662), señor de Monfalcone, Roccaviva, Castelluccio, Acquaborrana, Santa Lucia di Montemitro y San Felice,[15][14] caballero de la Orden de Calatrava (1665) y consejero de guerra,[2] hijo de Donato Coppola (15 de septiembre de 1599 – 18 de junio de 1662), i duque de Canzano (1646), patricio napolitano, caballero de la Orden de Alcántara, juez de la Gran Corte Vicaria, gobernador de Castel Capuano (1646) y secretario de Estado de Nápoles, y de Beatriz Sersale (m. 30 de abril de 1689), de los príncipes de Castelfranco.[15][16] Le sucedió la hija de este tercer matrimonio:

- Isabel Coppola y de Strata (17 de noviembre de 1685 - Nápoles, 24 de noviembre de 1756),[16] iii marquesa de Robledo de Chavela,[3] iv duquesa de Canzano,[16] princesa de Montefalcone,[17] GEPC (personal) (1732), señora de Roccaviva, Castelluccio, Acquaborrana, Santa Lucia di Montemitro y San Felice (1699).[16]

1. Casó por poderes el 7 de diciembre de 1699 en la iglesia de santa María Rotunda de Nápoles con su tío Gaetano Coppola (n. Nápoles 25 de julio de 1654), patricio napolitano y grande de España honorario (1709), hijo de los i duques de Canzano.[16] Aunque su hijo Andrés Cayetano Coppola y Coppola, v duque de Canzano, ii príncipe de Montefalcone y vizconde de Santa María de la Alameda, utilizó el título de marqués de Robledo de Chavela,[5] lo vendió en 1760[4] a la muerte de su madre, a Eugenio de Mena y Benavides.[2]

- Eugenio de Mena y Benavides (n. Toledo), iv marqués de Robledo de Chavela, ministro del Consejo de Hacienda y administrador general de la Real Junta de Tabacos;[18] hijo de Alonso Manuel de Mena y de María de Benavides, naturales de Paracuellos del Jarama.[19]

1. Casó con María Dávalos y Messía (n. Madrid), hija de Pedro Dávalos (n. Paracuellos) y de Leocadia Messía de las Higueras (n. Alameda de la Sagra).[19] Le sucedió su hijo primogénito:[20]

- Lorenzo de Mena y Dávalos (m. 1797), v marqués de Robledo de Chavela, consejero honorario de Hacienda (1785-1797)[21] y director general de la Renta del Tabaco.[22]

1. Casó con Josefa Antonia Allendelagua y Angulo, hija de José Allendelagua y Salcedo, y de Gertrudis de Angulo y Salamanca. Le sucedió su hija:

- Josefa Basilia de Mena y Allendelagua (m. 30 de mayo de 1801), vi marquesa de Robledo de Chavela.[23]

1. Casó en Zalamea de la Serena[24] el 21 de mayo de 1790[25] con su primo hermano José de Mena y Jiménez-Cebadera (Zalamea de la Serena, 2 de noviembre de 1767 - 6 de marzo de 1848),[25] ii marqués de Casa Mena y las Matas,[23] caballero de la Orden de Alcántara y gran cruz de San Hermenegildo,[24] hijo de Melchor de Mena y Dávalos (m. 1802), I marqués de Casa Mena y las Matas, y de María Policarpa Jiménez-Cebadera y Morales de Arce.[26][25] Le sucedió su hijo:

- Melchor de Mena y Mena (Zalamea de la Serena, 1793 - Vergara, 7 de diciembre de 1833), vii marqués de Robledo de Chavela, iii marqués de Casa Mena y las Matas.[23]

1. Casó el 17 de abril de 1816 con María Josefa de la Maza y Ruiz de la Escalera (n. Adal), hija de Jerónimo Laureano de la Maza Alvarado y de Gregoria Ruiz de la Escalera y Porras.[23] Le sucedió su hijo:

- Melchor de Mena y de la Maza (1833-1848), viii marqués de Robledo de Chavela y iv marqués de Casa Mena y las Matas.[23] Le sucedió su hermana:

- Gumersinda de Mena y de la Maza (Castro-Urdiales, 13 de enero de 1820[25] - 12 de marzo de 1886), ix marquesa de Robledo de Chavela (1848) y v marquesa de Casa Mena y las Matas (1850).[23][27]

1. Casó en Santillana del Mar el 13 de julio de 1839[25] con Joaquín de Barreda y Larreta-Acelaín.[23] Le sucedió en 1887 su hijo:

- Leopoldo Francisco de Barreda y Mena (Santillana del Mar, 26 de abril de 1840 - 23 de mayo de 1897),[25] x marqués de Robledo de Chavela (1887) y vi marqués de Casa Mena y las Matas (1870).[28]

1. Casó el 26 de noviembre de 1868 con Carmen de Fuentes y Peña.[25] Le sucedió en 1900 su hija:

- María de Barreda y de Fuentes (n. Madrid, 19 de julio de 1872),[29] xi marquesa de Robledo de Chavela.

1. Casó con Joaquín de Pedro y Urbano (1861-1941), vi marqués de Benemejís de Sistallo, grande de España. Le sucedió su hija:

- María de la Blanca de Pedro y de Barreda (n. Santillana del Mar, 22 de agosto de 1890),[30] xii marquesa de Robledo de Chavela, vii marquesa de Benemejís de Sistallo, grande de España, ii marquesa de Torralba (1941).[30]

1. Casó con Javier de Iturralde y Ribed (n. Pamplona; m. 26 de marzo de 1935),[31] gentilhombre grande de España con ejercicio y servidumbre de Alfonso XIII, hijo de Iturralde y Suit, y de Adelaida Ribed. Le sucedió en 1951, su hijo:

- Juan Carlos de Iturralde y de Pedro (m. 6 de diciembre de 2004), xiii marqués de Robledo de Chavela, viii marqués de Benemejís de Sistallo, grande de España, cónsul general en Ginebra (1981).[32] Distribuyó sus títulos, y el 18 de agosto de 1998 pasó a ser la nueva marquesa su hija:[33]

- Casilda de Iturralde y Roland, xiv marquesa de Robledo de Chavela.